# Doctor Pong
Doctor Pong, també conegut com a Puppy Pong és una adaptació de la màquina recreativa original Pong per a ús en un entorn no operat per monedes. Va ser conceptualitzat per Nolan Bushnell, Steve Bristow i una empresa de màrqueting per moure les seves màquines recreatives en un entorn no arcade—en aquest cas per ajudar a ocupar nens en sales d'espera de pediatria. Originalment dissenyat per ser el model d'una casa de gos d'Snoopy amb Pong construït en una banda Charles Schulz va rebutjar a Atari l'ús de Snoopy, el model es va canviar a una caseta de gos genèrica amb un cadell mirant per sobre. Puppy Pong va veure una carrera de producció limitada i va estar en fase de prova d'alguns ubicacions del Chuck E. Cheese's.